# Toulon Saint Cyr Var Handball
Toulon Saint Cyr Var Handball – francuski klub piłki ręcznej kobiet. Klub został założony w 2005 roku, z siedzibą w mieście Tulon. Obecnie występuje w rozgrywkach Division 1 Kobiet. Największy sukces drużyna odniosła w 2010 r. zdobywając po raz pierwszy w historii mistrzostwo Francji.

## Sukcesy
Mistrzostwa Francji
- (2010)